# Giro dell'Emilia 1960
Il Giro dell'Emilia 1960, quarantaquattresima edizione della corsa, si svolse il 4 ottobre 1960 su un percorso di 225 km. La vittoria fu appannaggio dell'italiano Pierino Baffi, che completò il percorso in 6h00'05", precedendo i connazionali Diego Ronchini e Carlo Brugnami.

## Ordine d'arrivo (Top 10)
| Pos. | Corridore         | Squadra | Tempo    |
| ---- | ----------------- | ------- | -------- |
| 1    | Pierino Baffi     | Ignis   | 6h00'05" |
| 2    | Diego Ronchini    | Bianchi | s.t.     |
| 3    | Carlo Brugnami    | Torpado | s.t.     |
| 4    | Aurelio Cestari   | Ignis   | s.t.     |
| 5    | Arnaldo Pambianco | Legnano | s.t.     |
| 6    | Giovanni Verucchi | Ghigi   | s.t.     |
| 7    | Rino Benedetti    | Ghigi   | a 4'55"  |
| 8    | Oreste Magni      | Ignis   | s.t.     |
| 9    | Alfredo Sabbadin  | Philco  | s.t.     |
| 10   | Jos Hoevenaers    | Ghigi   | s.t.     |